# Heterostegane warreni
Heterostegane warreni là một loài bướm đêm trong họ Geometridae.